# گلوگوواتس، یاگودینا
گلوگوواتس (صربی: Glogovac}} یک منطقهٔ مسکونی در صربستان است که در Pomoravlje District واقع شده‌است.
 گلوگوواتس  ۱٬۵۶۱ نفر جمعیت دارد.